# Arius Didyme
Pour les articles homonymes, voir Arius et Didyme.
Arius d'Alexandrie (ou Aréius) est un philosophe et rhéteur grec du Ier siècle av. J.-C. qui fut professeur, conseiller et ami d'Auguste, mentionné notamment par Sénèque, Suétone, Plutarque et Dion Cassius. Il est généralement identifié à Arius Didyme, philosophe doxographe cité par Eusèbe de Césarée (Préparation évangélique, livre XV), qui lui donne ce nom double, et surtout par Jean Stobée, qui l'a largement exploité pour les deux premiers livres de son Anthologie. Ce philosophe eut la réputation d'avoir eu une grande influence sur son élève, Octave-Auguste, notamment au moment de la prise d'Alexandrie (30 avant notre ère). Selon Plutarque, c'est lui qui aurait conseillé à Auguste de faire exécuter Ptolémée XV « Césarion », le fils que Jules César aurait eu avec Cléopâtre.
Arius a eu deux fils, Dionysios et Nicanor, qui furent aussi lecteurs de philosophie et conseillers d'Auguste.

## Identité
Arius est originaire d'Alexandrie. Il était florissant pendant le dernier tiers du Ier siècle av. J.-C. Plusieurs historiographes antiques le mentionnent dans leur œuvre: Sénèque, Suétone, Plutarque et Dion Cassius. Il est aussi évoqué parmi d'autres philosophes dans un échange de lettres entre Thémistios et l'empereur Julien, dont seule la lettre de l'empereur a été conservée. En le citant dans sa Préparation évangélique, Eusèbe de Césarée l'appelle Arius Didyme. Bien que très largement admise par les critiques, l'identification du doxographe Arius Didyme avec l'ami d'Auguste ne peut toutefois être tenue pour absolument certaine.
Arius, qui avait probablement environ 20 ans de plus que l'empereur Auguste, avait deux fils, Dionysios et Nicanor, qui furent aussi lecteurs de philosophie et conseillers d'Auguste ; c'est à eux trois, selon Suétone, que l'empereur dut son ample culture. Dans sa biographie d'Octave-Auguste, Suétone rapporte qu'Octave s'était enrichi « d'une foule de connaissances dans la société du philosophe Arius et de ses fils Dionysios et Nicanor. Cependant il n'alla pas jusqu'à parler couramment grec, et il ne hasarda aucune composition en cette langue ». D'après Thémistios, Auguste chérissait Arius autant que son général Marcus Vipsanius Agrippa.
Selon Sénèque (Consolation à Marcia), Arius adressa une Consolation à l'impératrice Livie, l'épouse d'Auguste, après la mort de son fils Drusus en 9 av. J.-C. pour lui permettre de surmonter son chagrin.
D'après Quintilien (II, 15, 36 et III, 1, 16), Arius avait écrit sur la rhétorique,. Eusèbe de Césarée le mentionne comme philosophe et doxographe dans le chapitre XV de son livre appelé Préparation évangélique et cite des passages d'« Arius Didyme » exprimant les enseignements stoïciens sur Dieu, l'âme et l'ekpurosis, ou conflagration de l'univers. Jean Stobée l'exploite abondamment dans ses deux premiers livres pour présenter les doctrines des platoniciens, aristotéliciens et stoïciens. Il est probable qu'il soit l'« Arius » dont la biographie figurait parmi celles de la dernière section du livre VII de la Vie des philosophes — aujourd'hui manquante — de Diogenes Laërtios. 
C'est peut-être à Alexandrie qu'il se lie d'amitié avec le philosophe Xénarque de Séleucie. Lorsque ce dernier habite « en dernier lieu à Rome », le géographe Strabon indique que « grâce à l'intimité d'Arius » « Xénarque jouit jusqu'à un âge très avancé d'une grande considération. »
Des critiques identifient son fils appelé Nicanor à Caius Julius Nicanor, un archonte d'Athènes qui fut autorisé par Auguste à rendre aux Athéniens l'île de Salamine, qu'ils avaient perdue sous Sylla. Toutefois, certains critiques lui préfèrent le Nicanor qui porte le praenomen Tiberius dans une inscription retrouvée dans le Fayoum. Alors que d'autres contestent que le fils d'Arius ait pu être citoyen Athénien.

## Lors de la prise d'Alexandrie par Octave-Auguste
Arius a probablement exercé une grande influence sur son élève Octave et sur certaines de ses décisions politiques. L'empereur lui portait une telle estime qu'après la conquête d'Alexandrie sur Antoine et Cléopâtre (30 av. J.-C.), il déclara au peuple alexandrin qu'une des trois raisons pour lesquelles il leur accordait le pardon était le respect qu'il devait à Arius, leur compatriote,. Malgré ses limites dans la maîtrise du grec soulignée par Suétone, c'est pourtant dans cette langue que selon Dion Cassius, l'empereur s'adressa aux alexandrins. Préalablement, il était entré en triomphateur dans la ville en s'entretenant avec Arius « qu'il tenait par la main, afin que cette distinction singulière lui attirât plus d'honneur et de respect de la part de ses concitoyens. » Selon Plutarque, c'est lui qui a conseillé à Auguste (alors encore César Octavien) de tuer le fils de Cléopâtre et de Jules César, surnommé Césarion, en imitant un jeu de mots de l'écrivain grec Homère,. « Il n'est pas bon qu'il y ait plusieurs Césars » (« Οὐκ ἀγαθὸν πολυκαισαρίη »), lui aurait-il dit, parodiant le « Οὐκ ἀγαθὸν πολυκοιρανίη », « Il n'est pas bon qu'il y ait plusieurs chefs », de l'Iliade, (II, 204). 
En faisant un « parallèle entre la vie contemplative et la vie active », l'empereur Julien indique dans une lettre adressée à Thémistios, qu'Auguste avait offert le poste de gouverneur d'Égypte à Arius, mais que celui-ci a refusé cette nomination.

### Sources primaires
- Strabon, Géographie - livre XIV - La Cilicie, 5, 4.
- Sénèque, Consolation à Marcia, chap. IV.
- Plutarque, Vies parallèles, Marc Antoine.
- Suétone, La vie des douze Césars - Vie d'Auguste.
- Dion Cassius, Histoire romaine, livre LI.
- Eusèbe de Césarée, Préparation évangélique, livre XV.
- Julien, Épître à Thémistius